# 里帕尔塔克雷马斯卡
里帕尔塔克雷马斯卡（義大利語：Ripalta Cremasca），是意大利克雷莫纳省的一个市镇。总面积11平方公里，人口3368人，人口密度306.2人/平方公里（2009年）。国家统计（ISTAT）代码为019081。